# Maurizio Gaudino
Maurizio Gaudino (ur. 12 grudnia 1966 w Brühl), piłkarz niemiecki pochodzenia włoskiego grający na pozycji ofensywnego pomocnika.

## Kariera klubowa
Gaudino wychował się w małym amatorskim klubie TSG Rheinau. Trenował w nim do 1980 i wtedy też został członkiem młodzieżowej drużyny SV Waldhof Mannheim. W 1984 roku awansował do składu pierwszej drużyny, a 8 września zadebiutował w wygranym 1:0 meczu z Eintrachtem Brunszwik. W Waldhof Maurizio występował przez trzy sezony - w 1985 roku zajął 6. miejsce w lidze.
W 1987 roku Gaudino przeszedł do VfB Stuttgart, w którym zadebiutował 1 sierpnia w spotkaniu z FC Homburg. W VfB stał się liderem drugiej linii i w swój pierwszy sezon w tym klubie zakończył na 4. miejscu w Bundeslidze. W 1989 roku dotarł ze Stuttgartem do finału Pucharu UEFA, jednak niemiecki klub okazał się gorszy od włoskiego SSC Napoli (1:2, 3:3). Jednak największy sukces za czasów gry w "Die Schwaben" Gaudino osiągnął już po zjednoczeniu Niemiec. W 1992 roku wywalczył mistrzostwo kraju rozgrywając w mistrzowskim sezonie 38 spotkań i strzelając w nich 8 goli. Przez 6 sezonów wystąpił dla Stuttgartu 171 razy i zdobył 30 goli.
W 1993 roku Gaudino został piłkarzem Eintrachtu Frankfurt, który sezon wcześniej zajął 3. pozycję w Bundeslidze. Tam z kolei po raz pierwszy wystąpił 6 sierpnia, a Eintracht pokonał 4:0 na wyjeździe Borussię Mönchengladbach. W sezonie 1993/1994 był podstawowym zawodnikiem Eintrachtu, a w połowie 1994/1995 został wypożyczony do angielskiego Manchesteru City, któremu pomógł w utrzymaniu w Premiership. Natomiast w sezonie 1995/1996 występował w meksykańskiej Américe Meksyk. Latem 1996 wrócił do Eintrachtu i przez jeden sezon występował na boiskach drugiej ligi.
W 1997 roku Gaudino trafił do Szwajcarii i swoimi 10 golami przyczynił się do utrzymania FC Basel w pierwszej lidze. W sezonie 1998/1999 znów grał w Bundeslidze, tym razem w barwach VfL Bochum, które jednak spadło do 2. Bundesligi. W latach 1999–2002 był zawodnikiem tureckiego Antalyasporu, z którym nie osiągnął większych sukcesów. Karierę zakończył 12 sierpnia 2005 (wtedy rozegrał swój ostatni ligowy mecz) w barwach Waldhofu grającego w Oberlidze. W latach 2005–2007 pracował jako dyrektor sportowy w klubie z Mannheim.
| Sezon   | Klub                | Kraj       | Rozgrywki        | Mecze | Bramki |
| ------- | ------------------- | ---------- | ---------------- | ----- | ------ |
| 1984/85 | SV Waldhof Mannheim | Niemcy     | Bundesliga       | 19    | 2      |
| 1985/86 | SV Waldhof Mannheim | Niemcy     | Bundesliga       | 19    | 1      |
| 1986/87 | SV Waldhof Mannheim | Niemcy     | Bundesliga       | 22    | 6      |
| 1987/88 | VfB Stuttgart       | Niemcy     | Bundesliga       | 30    | 2      |
| 1988/89 | VfB Stuttgart       | Niemcy     | Bundesliga       | 30    | 8      |
| 1989/90 | VfB Stuttgart       | Niemcy     | Bundesliga       | 27    | 4      |
| 1990/91 | VfB Stuttgart       | Niemcy     | Bundesliga       | 18    | 2      |
| 1991/92 | VfB Stuttgart       | Niemcy     | Bundesliga       | 38    | 8      |
| 1992/93 | VfB Stuttgart       | Niemcy     | Bundesliga       | 28    | 6      |
| 1993/94 | Eintracht Frankfurt | Niemcy     | Bundesliga       | 32    | 7      |
| 1994/95 | Eintracht Frankfurt | Niemcy     | Bundesliga       | 10    | 0      |
| 1994/95 | Manchester City     | Anglia     | Premiership      | 20    | 3      |
| 1995/96 | Eintracht Frankfurt | Niemcy     | Bundesliga       | 1     | 0      |
| 1995/96 | Club América        | Meksyk     | Primera Division | 15    | 1      |
| 1996/97 | Eintracht Frankfurt | Niemcy     | 2. Bundesliga    | 32    | 9      |
| 1997/98 | FC Basel            | Szwajcaria | Nationalliga A   | 30    | 10     |
| 1998/99 | VfL Bochum          | Niemcy     | Bundesliga       | 20    | 2      |
| 1999/00 | Antalyaspor         | Turcja     | Superliga        | 27    | 2      |
| 2000/01 | Antalyaspor         | Turcja     | Superliga        | 25    | 6      |
| 2001/02 | Antalyaspor         | Turcja     | Superliga        | 3     | 0      |

## Kariera reprezentacyjna
W reprezentacji Niemiec Gaudino zadebiutował 22 września 1993 roku w zremisowanym 1:1 towarzyskim meczu z Tunezją. W 1994 roku w sparingu ze Zjednoczonymi Emiratami Arabskimi (2:0) zdobył pierwszego i jedynego gola w kadrze. W tym samym roku został powołany przez Bertiego Vogtsa do kadry na Mistrzostwa Świata w USA, jednak nie zagrał tam w żadnym spotkaniu. W kadrze narodowej Niemiec zagrał 5 razy i zdobył 1 gola.